# خرمن سوخته (قزوین)
خرمن سوخته (قزوین)، روستایی از توابع بخش مرکزی شهرستان قزوین در استان قزوین ایران است.

## جمعیت
این روستا در دهستان اقبال غربی قرار دارد و براساس سرشماری مرکز آمار ایران در سال ۱۳۸۵، جمعیت آن ۱٬۷۴۰ نفر (۳۶۵خانوار) بوده است.